# Wendy Whoppers

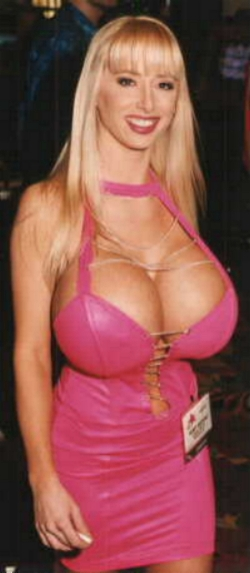
Wendy Whoppers (ca. 1997)

Wendy Whoppers (* 13. August 1970 in St. Louis; englisch whopper ‚Mordsding‘) ist das Pseudonym einer ehemaligen US-amerikanischen Pornodarstellerin und Stripperin mit operativ stark vergrößerten Brüsten. Ihr bürgerlicher Name ist nicht öffentlich bekannt.
Whoppers spielte in den 1990er-Jahren in insgesamt 120 Porno-Filmen mit, erschien in zahlreichen Bilderserien und auf einigen Titelblättern  einschlägiger Magazine. Sie beendete 1994 ihre Arbeit in der Sexindustrie, trat aber noch einige Jahre als Stripperin und auch noch in ein paar Filmen auf. Später ließ sie sich ihre Brüste verkleinern.
In der deutschsprachigen Ausgabe des „Google AdWords Learning Center“ diente sie zwischenzeitlich dazu, den Einsatz von ausschließenden Keywords zu demonstrieren: Ein Händler der Süßware Whoppers (amerikanisch, ähnelt den europäischen Maltesers), der seine Anzeige nicht bei der Suche nach „Wendy Whoppers“ geschaltet sehen will, verhindert dies durch das ausschließende Keyword „-wendy“.